# Ghada Karmi
Ghada Karmi, en árabe: غادة كرمي‎, (Jerusalén, 1939) es una académica, médica y autora palestina. Ha escrito sobre cuestiones palestinas en periódicos y revistas como The Guardian, The Nation y Journal of Palestina Studies.

## Trayectoria
Karmi nació en Jerusalén en una familia musulmana. Su padre, Hasan Sa'id Karmi, era palestino y su madre era siria, y es la menor de tres hermanos. En su autobiografía de 2002, In Search of Fatima (En busca de Fátima), describe su crecimiento en el barrio de Katamon en Jerusalén, donde convivían cristianos, palestinos y musulmanes. Entre los amigos y vecinos de la familia se encontraba el poeta Khalil al-Sakakini y su familia. 
La familia de Karmi huyó de Jerusalén hacia Damasco, en Siria, en abril de 1948, después de que su villa fuera ocupada por Israel. Acabaron instalándose en el barrio de Golders Green, en Londres (Reino Unido), donde su padre trabajaba para la emisora BBC Árabe Radio como traductor y locutor. Karmi estudió medicina en la Universidad de Bristol, y se graduó en 1964. Inicialmente ejerció como médica, especializándose en la salud y las condiciones sociales de minorías étnicas, inmigrantes y solicitantes de asilo.
Karmi estuvo casada con un hombre a quien describió en 2002 como un "niño esencialmente inglés" de una familia de agricultores cerca de Bath. La Guerra de los Seis Días (dentro del conflicto árabe-israelí de 1967) provocó el fin de su matrimonio, ya que su marido y sus amigos estaban del lado de Israel. Se convirtió en partidaria de la Organización para la Liberación de Palestina. En 2005, le contó al periodista Donald Macintyre de The Independent  que por esa época adquirió una "sensación ardiente de injusticia" en torno a los acontecimientos de su infancia.
Desde 1972, ha participado activamente en la causa palestina y obtuvo un doctorado en historia de la medicina árabe en la Universidad de Londres. Karmi es miembro asociada del Royal Institute of International Affairs de Londres y profesora invitada en la Universidad Metropolitana de Londres. También es vicepresidenta del Consejo para el Entendimiento Árabe-Británico (CAABU). En 2007, pronunció la conferencia en memoria del profesor Edward Said en la Universidad de Adelaida.
En sus memorias, Return, Karmi describe una visita a su antiguo hogar en Jerusalén, a raíz de una invitación de Steven Erlanger, entonces jefe de la oficina de Jerusalén del periódico The New York Times. Erlanger se dio cuenta de que su apartamento estaba construido sobre la casa de la familia de Karmi descrita en su libro In Search of Fatima, lo que supuso una experiencia dolorosa para ella.

### Israel y Palestina
Karmi ha criticado consistentemente la existencia y políticas de Israel, señalando que no encuentra aspectos positivos para los árabes y que Israel ha intensificado los problemas en la región. Argumenta que Israel ha violado las leyes internacionales y cuestiona su membresía en la Organización de las Naciones Unidas (ONU).
En la Conferencia sobre el Retorno de Palestina en 2011, Karmi describió la creación de Israel como un despojo y robo, abogando por el derecho al retorno de los refugiados palestinos como solución justa. En 2012, durante la Marcha Global a Jerusalén, afirmó que "Israel está acabado" y criticó la política israelí en Jerusalén, rechazando su dominación sobre la ciudad.
Karmi ha sido criticada por otros académicos, como Shai Afsai, por su enfoque en la historia sionista. En 2017, en Cork, en Irlanda, usó el término "untermensch" para describir cómo los palestinos se sienten tratados por Israel, comparando su situación con la de los judíos bajo los nazis, y describió a la población judía en Palestina como inmigrantes extranjeros, llamando a la creación de Israel un "emparche" de la ONU.

## Obra
- 1978 – Proceedings of the First International Symposium for the History of Arabic Science 5–12 April 1976. Volume II. Papers in European Languages. Al-Hassan, Ahmad Y.; Ghada Karmi & Nizar Namnum. Aleppo: Universidad de Aleppo. Instituto de historia de ciencias árabes.
- 1995 – Multicultural Health Care: Current Practice and Future Policy in Medical Education. British Medical Association, London. ISBN 0-7279-0940-1
- 1996 – Jerusalem Today: What Future for the Peace Process? Junto con Edward Said. Ithaca Press. ISBN 0-86372-226-1.
- 1999 – The Palestinian Exodus 1948-1998. Ithaca Press.
- 2002 – In Search of Fatima: A Palestinian Story. Verso. ISBN 1-85984-694-7
- 2007 – Married to another man: Israel's dilemma in Palestine, Pluto Press. ISBN 0-7453-2065-1
- 2023 – One State The Only Democratic Future for Palestine-Israel. Pluto Press.[15]